# إعلان أروشا

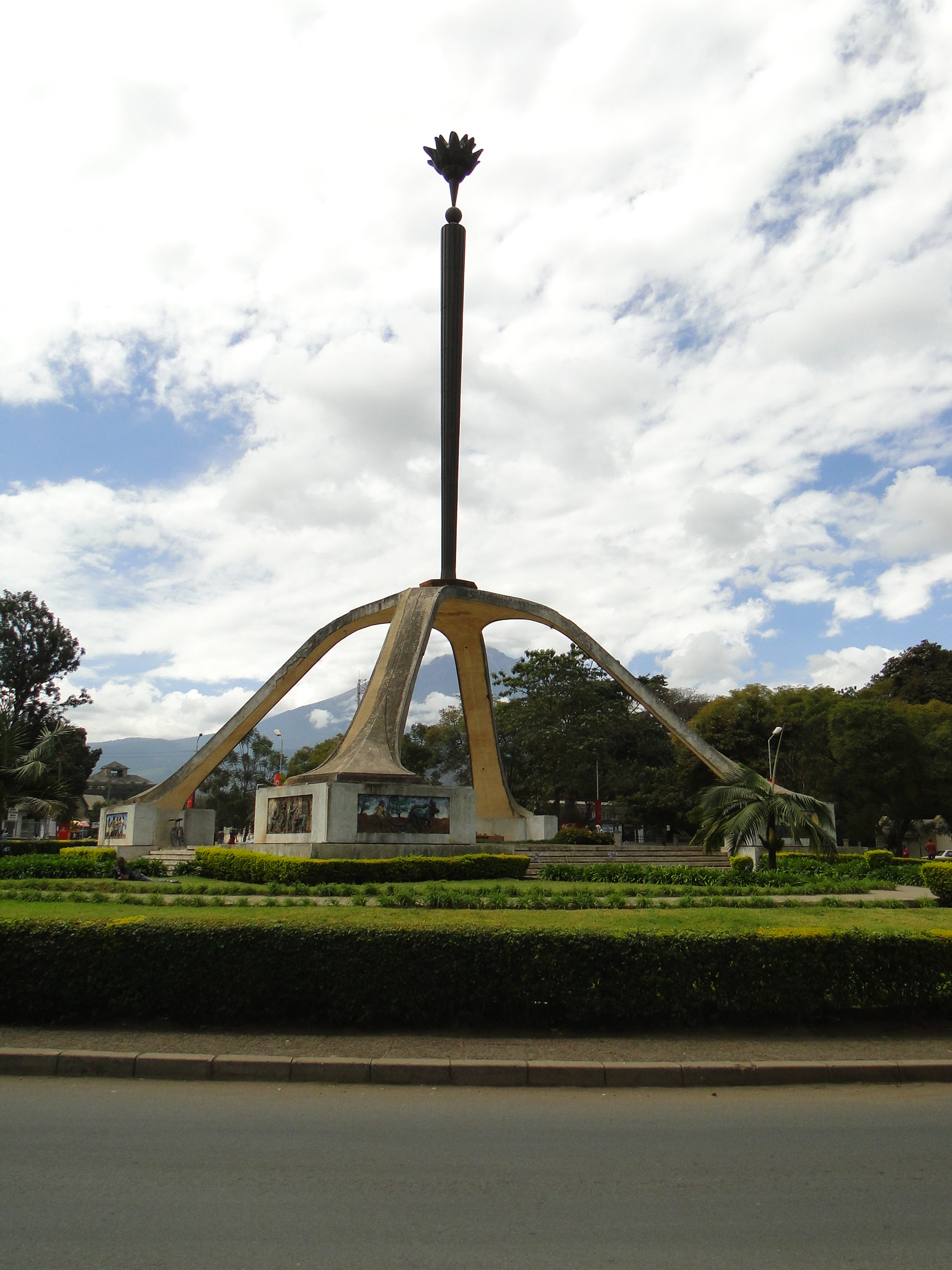
نصب إعلان أروشا

إعلان أروشا هي سياسة الاتحاد الوطني الأفريقي تنجانيقا بشأن الاشتراكية والاعتماد على الذات 1967، والتي يشار إليها باسم إعلان أروشا، تُعرف باسم البيان السياسي الأبرز في تنزانيا للاشتراكية الأفريقية. ينقسم إعلان أروشا إلى خمسة أجزاء: قانون تانو "العقيدة"، سياسة الاشتراكية، سياسة الاعتماد على الذات. عضوية الاتحاد الوطني الأفريقي تنجانيقا، وقرار أروشا.
يحدد الجزء الأول من إعلان أروشا، "قانون العقيدة"، مبادئ الاشتراكية ودور الحكومة:
- أن جميع البشر متساوون.
- أن لكل فرد الحق في الكرامة والاحترام.
- أن كل مواطن هو جزء لا يتجزأ من الأمة وله الحق في المشاركة على قدم المساواة في الحكومة على المستوى المحلي والإقليمي والوطني.
- أن لكل مواطن الحق في حرية التعبير والتنقل والمعتقد الديني وتكوين الجمعيات في سياق القانون.
- أن لكل فرد الحق في أن يحصل من المجتمع على حماية حياته وممتلكاته وفقًا للقانون.
- أن لكل مواطن الحق في الحصول على عائد عادل مقابل عمله.
- أن يمتلك جميع المواطنين معًا جميع الموارد الطبيعية للبلاد كأمانة لأحفادهم.
- لضمان العدالة الاقتصادية، يجب أن يكون للدولة سيطرة فعلية على وسائل الإنتاج الرئيسية.
- أنه من مسؤولية الدولة أن تتدخل بنشاط في الحياة الاقتصادية للأمة من أجل ضمان رفاهية جميع المواطنين ومن أجل منع استغلال شخص من قبل شخص آخر أو مجموعة من قبل أخرى، وذلك من أجل منع تراكم الثروة إلى حد يتعارض مع مجتمع لا طبقي.

أهداف ومقاصد إعلان أروشا هي:
- توطيد والحفاظ على استقلال هذا الوطن وحرية شعبه.
- الحفاظ على الكرامة الأصيلة للفرد وفقًا للإعلان العالمي لحقوق الإنسان.
- لضمان أن هذا البلد سيحكم من قبل حكومة اشتراكية ديمقراطية للشعب.
- التعاون مع جميع الأحزاب السياسية في إفريقيا المنخرطة في تحرير كل إفريقيا.
- رؤية الحكومة تحشد موارد هذا البلد للقضاء على الفقر والجهل والمرض.
- للتأكد من أن الحكومة تساعد بنشاط في تشكيل وصيانة المنظمات التعاونية.
- للتأكد من أنه حيثما أمكن تشارك الحكومة نفسها بشكل مباشر في التنمية الاقتصادية لهذا البلد.
- التأكد من أن الحكومة تمنح فرصاً متكافئة لجميع الرجال والنساء بغض النظر عن العرق أو الدين أو الوضع.
- التأكد من قيام الحكومة بالقضاء على جميع أنواع الاستغلال والتخويف والتمييز والرشوة والفساد.
- للتأكد من أن الحكومة تمارس سيطرة فعالة على وسائل الإنتاج الرئيسية وتتبع السياسات التي تسهل الطريق إلى الملكية الجماعية لموارد هذا البلد.
- أن نرى أن الحكومة تتعاون مع الدول الأخرى في أفريقيا لتحقيق الوحدة الأفريقية.
- أن نرى أن الحكومة تعمل بلا كلل من أجل السلام والأمن العالميين من خلال منظمة الأمم المتحدة.